# Lae
Artikeln handlar om atollen Lae. För staden i Papua Nya Guinea, se Lae, Papua Nya Guinea.

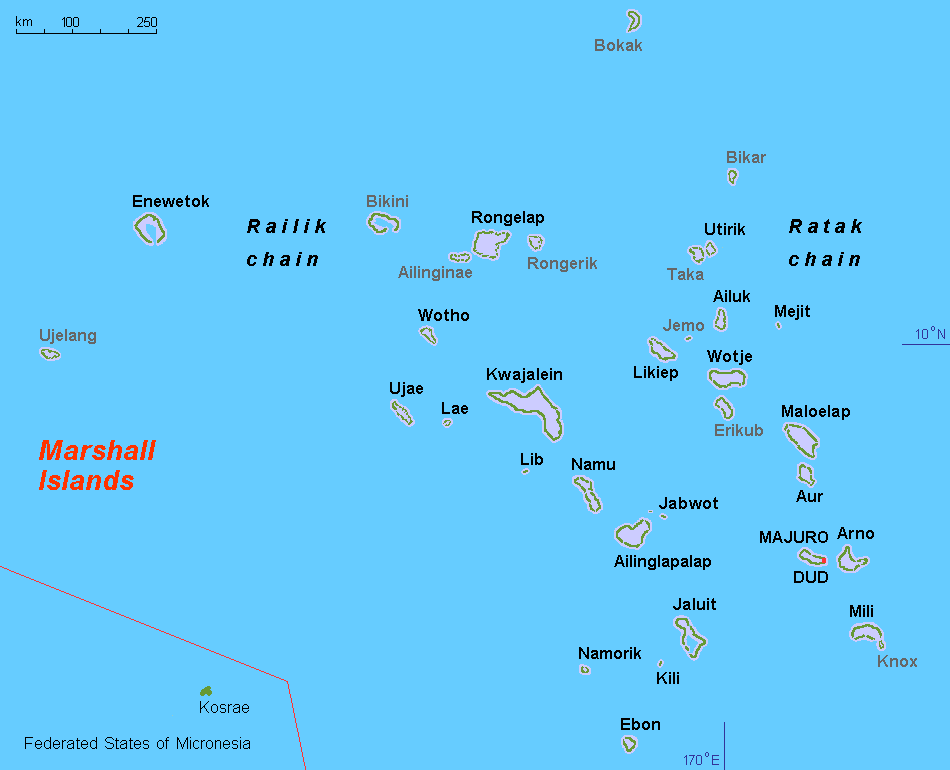
Marshallöarna, Lae mellan Ujae och Kwajalein

Lae är en atoll bland Raliköarna i norra Stilla havet och tillhör Marshallöarna.

## Geografi
Lae ligger ca 500 km nordväst om huvudön Majuro mellan Ujae och Kwajalein. 
Atollen är en korallatoll och har en total areal om ca 19,1 km² med en landmassa på ca 1,45 km² och en lagun på ca 17,66 km² (1). Atollen består av ca 15 - 20 öar och den högsta höjden är på endast 6 m ö.h.(2).
De större öarna är:
- Lae,  huvudön, i den södra delen
- Enerein, i den södra delen
- Lejab, i den östra delen
- Ribon, i den norra delen

Befolkningen uppgår till ca 300 invånare (3). Förvaltningsmässigt utgör atollen en egen "municipality" (kommun). Atollens flygplats Lae Island Airport (flygplatskod "LML") ligger på huvudön och har kapacitet för lokalt flyg.

## Historia
Raliköarna har troligen bebotts av mikronesier sedan cirka 1000 f.Kr. och några öar upptäcktes redan 1526 av spanske kaptenen Alonso de Salazar.
Lae upptäcktes den 31 december 1799 av amerikanske kapten Christopher Bently (4). Öarna hamnade senare under spansk överhöghet.
Neuguinea-Compagnie, ett tyskt handelsbolag, etablerades sig på Raliköarna kring 1859 och den 22 oktober 1885 köpte Kejsardömet Tyskland hela Marshallöarna av Spanien. Bolaget Jaluit-Gesellschaft förvaltade nu öarna fram till den 13 september 1886 då området först blev ett tyskt protektorat och 1906 blev del i Tyska Nya Guinea (5).
Under första världskriget ockuperades området i oktober 1914 av Japan som i december 1920 även erhöll ett förvaltningsmandat - det Japanska Stillahavsmandatet - över området av Nationernas förbund efter Versaillesfreden 1919.
Under andra världskriget användes ögruppen som militärbas av Japan tills USA erövrade området våren 1944. Därefter hamnade ögruppen under amerikansk överhöghet. 1947 utsågs Marshallöarna tillsammans med hela Karolinerna till "Trust Territory of the Pacific Islands" av Förenta nationerna och förvaltades av USA fram till landets autonomi 1979.